# 樂天峰
樂天峰（英語：Broadwood Twelve），為一位於香港跑馬地樂活道的單幢高尚住宅，樓高共45層，由合和實業發展，於2010年第三季入伙。

## 歷史
樂天峰前身為3座4層高舊樓，樓齡達47年，佔地面積約2.2萬方呎，早於1980年合和實業開始收購業權，直至2006年收購才基本完成，2007年決定興建一幢45層高住宅連會所的物業。而發展商曾向政府申請把鄰近的綠化地皮作為樂天峰之私人花園，但遭否決。

## 簡介
住宅由於位處跑馬地半山，故發展商把其包裝成豪宅，開售呎價由$20,000起。樓宇共高51層，而實際只有45層，因樓宇不設1、4、13、14、24、34及44樓，而30樓則為隔火層/空中花園。每層只有2伙，每個單位介乎1,600至逾3,000平方呎。其會所設施有室外游泳池、燒烤場、會議廳等。

## 附近住宅
- 跑馬地
- 樂陶苑 (樂活道18號)
- 樂翠台 (樂活道10號)

## 外部連結
- 樂天峰 官方網頁 （页面存档备份，存于）